# Menade danzante
La Menade danzante o Baccante è una scultura attribuita a Skopas, databile al 330 a.C. e conosciuta da una piccola copia frammentaria in marmo (altezza 45 cm) conservata nel Museo delle sculture della Staatliche Kunstsammlungen Dresden.

## Descrizione e stile
La statua rappresenta una delle menadi, le fanciulle seguaci del dio Dioniso di cui celebravano il culto con cerimonie orgiastiche e danze forsennate al suono di flauti e tamburelli, al culmine delle quali aveva luogo il sacrificio di un capretto o di un capriolo, dilaniato a colpi di coltello e divorato crudo nel momento del culmine estatico. 
La menade di Dresda è molto danneggiata, senza tuttavia perdere i suoi tratti fondamentali. L'agitazione che pervade tutta la figura viene resa dall'impetuosa torsione a vortice che, dalla gamba sinistra, passa per il busto e il collo sino alla testa, gettata all'indietro e girata, a seguire lo sguardo, verso sinistra; il volto è pieno, bocca naso e occhi sono ravvicinati, questi ultimi schiacciati contro le forti arcate orbitali per conferire maggiore intensità all'espressione. Il panneggio si apre e si volge verso l'alto, assecondando il ritmo ascensionale della statua. Il totale abbandonarsi del corpo alla passione è sottolineato anche dalla massa scomposta dei capelli, dall'arioso movimento del chitone che, stretto da una cintura appena sopra la vita, si spalanca nel vortice della danza, lasciando scoperto il fianco sinistro, e dal forte contrasto chiaroscurale tra panneggi e capigliatura da una parte e superfici nude dall'altra. Le braccia, perdute, dovevano seguire la generale torsione del corpo: il braccio sinistro, sollevato, stringeva contro la spalla un capretto; il destro era teso all'indietro e la mano impugnava un coltello. L'individuo rappresentato dalla scultura
In questo lavoro resta poco della razionalità e del controllo delle opere, ad esempio, di Policleto, raffigurando i nuovi orizzonti sociali, politici, culturali e religiosi che attraversavano la Grecia in un momento di instabilità come il IV secolo a.C. un'epoca in cui nuovi culti e tensioni politiche trasformavano la società. Le Menadi incarnano un elemento di frenesia e irrazionalità che, sebbene facente parte di una dimensione religiosa, si distanzia dai valori fondamentali della vita civile e razionale della polis.
Le Menadi non agiscono di propria iniziativa, ma sono condotte da Dioniso, che le guida attraverso stati di estasi e frenesia rituale. La loro esistenza sembra quindi incentrata su una funzione specifica, quella di eseguire il volere divino attraverso rituali che le separano dalla vita quotidiana e civile. Pur rivestendo un ruolo importante nel contesto religioso, la loro partecipazione si limita al regno del sacro, un ambito che le colloca al di fuori della sfera pubblica e razionale, destinata ai cittadini che partecipano attivamente alla vita politica e sociale.
I rituali a cui prendono parte, come le danze forsennate e la caccia rituale, sono manifestazioni di una dimensione dionisiaca in cui l'irrazionale prevale. Il loro coinvolgimento nello sparagmos, l'atto di dilaniare animali o persino esseri umani, simboleggia il potere caotico che incarna Dioniso, ma sottolinea anche la distanza di queste figure dall'ordine e dalla moderazione che regolavano la vita civile e politica. Sebbene esse giochino un ruolo rilevante nei rituali, non partecipano alla vita pubblica come soggetti attivi, riservando quel dominio agli uomini, custodi della ragione e del controllo.
Le Menadi, quindi, pur avendo un'importanza specifica nei culti dionisiaci, restano confinanti in una sfera simbolica che esprime il ritorno all'istintualità e alla natura, lontana dalle dinamiche razionali e dall'ordine della polis, dove dominano figure maschili. Questo riflette una gerarchia in cui la vita pubblica e politica, governata dalla ragione, rappresenta il livello più elevato dell'esistenza, in contrasto con l'elemento irrazionale e subalterno incarnato dalle Menadi, che non contribuiscono alla costruzione della comunità civile ma rimangono invece immerse nelle forze naturali e divine da cui dipendono.